# Люком, Елена Михайловна
Еле́на Миха́йловна Люко́м (23 апреля [5 мая] 1891, Санкт-Петербург, Российская империя — 27 февраля 1968, Ленинград, СССР) — русская советская балерина, балетный педагог. Заслуженная артистка РСФСР (1925). Заслуженный деятель искусств РСФСР (1960).

## Биография
Елена Михайловна Люком родилась 23 апреля (5 мая) 1891 год в Санкт-Петербурге в семье, далёкой от мира искусства: православного Михаила Игнатьевича Люкома, бухгалтера, и его жены — лютеранки Софьи Карловны, домохозяйки. В августе 1900 года поступила в Императорское театральное училище, в котором её педагогами стали В. Ф. Гиллерт, А. И. Чекрыгин, а в выпускном классе — М. М. Фокин. В 1909 году, после окончания училища, была принята в балетную труппу Мариинского театра (в советский период — Ленинградский государственный театр оперы и балета им. С. М. Кирова), где танцевала до 1941 года.
Несмотря на то, что Елена Люком училась отлично, на выпускном экзамене член экзаменационной комиссии Н. Г. Легат из-за творческих расхождений с М. Фокиным, снизил оценку выпускникам фокинского отделения. Специально для выпускных спектаклей своих учеников на сценах Мариинского и Михайловского театров М. Фокин поставил балет «Времена года» на музыку П. И. Чайковского. В первой картине Елена Люком танцевала «Весну» и «Жаворонка», а её партнёром был К. Я. Голейзовский. Во втором отделении Елена Люком танцевала «Розу» в картине «Лето» и «Осенний лист» вместе со всеми выпускниками в картине «Осень». В «Дивертисменте» Елена Люком вместе с Л. В. Лопуховой и П. Н. Владимировым танцевали па-де-труа из балета «Пахита». Спектакль прошёл с огромным успехом.
В 1910 году балерина принимала участие в «Русских сезонах» за рубежом. В 1915 году в художественном кинофильме «История одной девушки» сыграла главную роль. В 1922—23 гг. Елена Люком вместе с Б. В. Шавровым танцевала на гастролях в европейских странах, после чего вернулась в Советскую Россию.
В Мариинском театре Елена Люком начинала танцевать в кордебалете, постепенно став одной из ведущих солисток труппы, наряду с Елизаветой Гердт, тоже выпускницей М. М. Фокина 1909 г. Елена Люком танцевала обширный и разнообразный классический и современный репертуар: от лирико-комедийных партий, лучшей из которых стала партия Лизы в «Тщетной предосторожности», до драматических. Люком, артистка интуитивного склада, пленяла почти детской беззащитностью, трепетностью, мелодраматизмом, а в зрелых работах балерины (в партиях Эсмеральды, Жизели, Медоры) присущие ей лиризм, поэтичность обогащались драматической выразительностью. Елена Люком также исполняла партии Никии, Одетты-Одиллии, Раймонды, Китри, Царь-девицы, и др.
Елена Люком стала первой балериной советского периода 1920—1940 гг., создавшей новый, реалистический образ Жизели, чем вызвала противоречивую критику современников. Елена Люком впервые сняла с героини налёт рока, трагизма, обречённости, создав свою Жизель трепетной, солнечной, улыбчивой. Жизель Люком была присуща скорее романтика в её мажорном восприятии жизни, нежели трагизм позднего романтизма. Образ, созданный Еленой Люком, существенно отличался от образов её великих предшественниц Анны Павловой и Ольги Спесивцевой, а после Люком реалистическую традицию исполнения образа Жизели продолжила Галина Уланова.
На протяжении всей творческой деятельности Люком сотрудничала с балетмейстерами разных поколений: от последнего из плеяды великих хореографов прошлого М. М. Фокина («Шопениана», «Петрушка», «Эрос», «Карнавал», и др.), до хореографов новой эпохи Ф. В. Лопухова, В. И. Пономарёва, В. И. Вайнонена, Р. В. Захарова. Выдающейся ролью балерины (первая исполнительница) в современном репертуаре стала в 1929 году партия Тао Хоа в балете «Красный мак» балетмейстеров Ф. В. Лопухова, В. И. Пономарёва, Л. С. Леонтьева.
Партнёрами Елены Люком по сцене были лучшие русские и советские танцовщики: М. М. Фокин, А. И. Вильтзак, П. Н. Владимиров, А. Н. Обухов, А. А. Орлов, В. А. Семёнов, Б. В. Шавров, А. Н. Ермолаев, Л. С. Леонтьев, В. М. Чабукиани, С. С. Каплан, К. М. Сергеев.
После того, как в 1941 году закончила танцевать, Елена Михайловна Люком посвятила себя педагогической деятельности: в 1953—1965 гг. была педагогом-репетитором в Ленинградском государственном театре оперы и балета им. С. М. Кирова и одновременно вела класс усовершенствования. Под руководством Елены Михайловны Люком в разные годы в театре репетировали и готовили партии Ольга Моисеева, Инна Зубковская, Алла Шелест, Нонна Ястребова, Нинель Петрова, Алла Осипенко, Нинелла Кургапкина, Ирина Колпакова, Галина Кекишева, и многие другие.
Елена Михайловна Люком скончалась 27 февраля 1968 года в возрасте 76 лет в Ленинграде (ныне — Санкт-Петербург).Похоронена на Большеохтинском кладбище.

## Оценки творчества
Елена Михайловна Люком принадлежит к славной когорте пионеров советского балета. Начав свой сценический путь до революции, Люком стала в 1920-е годы ведущей ленинградской балериной, её имя гремело на всю страну. Её талант привлёк внимание А. Блока, ей посвящали восторженные строки лучшие театральные критики, её портреты смотрели с обложек журналов. Люком была танцовщицей необычного таланта, опрокидывавшего многие устойчивые представления о классических балетных партиях, о границах и возможностях балетного искусства. Люком внесла ценный вклад в развитие отечественного танцевального искусства и как педагог. — Ольга Розанова

 Ученица М. Фокина, она танцевала неправильно с точки зрения ценителей классической школы, но в ней было то, что привлекало такого знатока балета, как А. Волынский: он писал, что «её следует признать лучшей артисткой балетной игры на нашей сцене. Прежде всего, самые формы танца изумительно изящны с внешней стороны и отличаются природным plié, феноменальным по гибкости и красоте». — Аким Волынский

Публика любила её за особое, одной Люком присущее увлечение танцем, наполнявшее движения балерины ликующим порывом, радостным самозабвением. Люком была первой ленинградской балериной, получившей широкое признание советского зрителя. Не только на сцене, но и на эстраде, где она выступала вместе с молодым танцовщиком Б. Шавровым в вальсе Либлинга — танце, виртуозном до блеска, увлекательно смелом в полётах и поддержках. Одухотворённость и выразительность танца, развитые в Люком Фокиным, стали главенствующими чертами её творчества.— Фёдор Лопухов

Чрезвычайно тактичный человек, чуткий художник. Люком понимала, что кому надо. Мне хотелось работать именно с ней. Я приносила готовую партию, зная, что она примет мою трактовку, поймёт и отредактирует. Она смотрела на роль глазами актрисы, и я абсолютно доверяла её вкусу. — Алла Шелест

К Елене Михайловне мы, молодые балерины, испытывали чувство глубочайшего уважения, преклонения и обожания. Она была добра, внимательна, всегда в хорошем настроении. Радовалась успехам, отмечала их. Не мешала актёрской индивидуальности, давала полную свободу. — Инна Зубковская

Елена Михайловна Люком была очаровательна: с огромными голубыми глазами, нежная. Как танцовщица она сохранила необыкновенную, неповторимую женственность. Такой женственной танцовщицы, как Люком, не было ни до, ни после. Елену Михайловну сравнить не с кем. Она была существом особым. Работа с ней давала божественное состояние, настрой на спектакль. Люком никогда не выговаривала, замечаний не делала. Она только говорила после спектакля: «Скучно было, Алла, очень скучно». И этого было достаточно.— Алла Осипенко

Не представляю, как сложилась бы моя судьба танцовщицы без встречи с Люком. Елена Михайловна была уникальным репетитором, таких больше не было, нет и сейчас. Люком умела чудесно оживить текст партии, очень просто объяснить смысл движений. Она ждала и требовала эмоционального отклика. Она открывала смысл того, что танцуешь, давая понять, для чего актёр выходит на сцену. — Ирина Колпакова

## Репертуар
Балетные партии
- 1911 — «Пробуждение Флоры» Р. Дриго — Купидон
- 1911 — «Фея кукол» Й. Байера — Китаянка (1911), Бебе (1918), па-де-труа (1919)
- 1911 — «Спящая красавица» П. И. Чайковского — Фея Золота (1911), Белая Кошечка (1914), Фея Канареек (1914), Принцесса Флорина (1919)
- 1912 — «Щелкунчик» П. И. Чайковского — Маркитантка
- 1912 — «Конёк-горбунок» Ц. Пуни — Латышский танец (1912), Жемчужина (1914), Царь-девица (1922)
- 1912 — «Коппелия» Л. Делиба — Le Travail (Работа) (1912), Сванильда (1918)
- 1912 — «Волшебная флейта» Р. Дриго — Лиза, дочь фермера (дебют на сцене Красносельского театра, впоследствии исполняла на сцене ЛАТОБ им. С. М. Кирова)
- 1912 — «Пахита» Л. Минкуса и Э. Дельдевеза — па-де-труа (1912), Grand pas (3-й акт) (1918)
- 1912 — «Дочь фараона» Ц. Пуни — Гвадалквивир (1912), Рыбачка (1916), Аспиччия (1921)
- 1914 — «Дон Кихот» Л. Минкуса — Цветочница (1914), Амур (1915), Китри (1923)
- 1914 — «Шопениана» Ф. Шопена — прелюд (1914), Сильфида (1920)
- 1915 — «Лебединое озеро» П. И. Чайковского — па-де-труа (1915), Одетта-Одиллия (1920)
- 1915 — «Корсар» А. Адана — Гюльнара (1915), Pas d’esclave (Танец невольников) (1915), Медора (1921)
- 1915 — «Египетские ночи» А. Аренского — Арсиноя (1915), Береника (1922)
- 1916 — «Арагонская хота» М. И. Глинки — Солистка
- 1916 — «Эрос» П. И. Чайковского — Девушка
- 1916 — «Арлекинада» Р. Дриго — Коломбина (1916), Пьеретта (1917)
- 1916 — «Ненюфар» Н. С. Кроткова — Девушка с локонами
- 1916 — «Сильвия» Л. Делиба — Наяда
- 1917 — «Раймонда» А. К. Глазунова — Генриетта (1917), Клеманс (1919), Раймонда (1920)
- 1917 — «Эсмеральда» Ц. Пуни — Флёр де Лис (1917), Эсмеральда (1922, хореографическая редакция А. Я. Вагановой — 1935)
- 1918 — «Тщетная предосторожность» П. Гертеля — Лиза
- 1918 — «Карнавал» Р. Шумана — Бабочка, Коломбина
- 1918 — «Капризы бабочки» Н. С. Кроткова — Бабочка

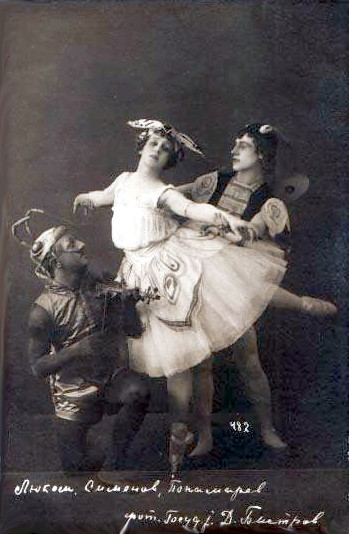
В.Семёнов, Е.Люком и В.Пономарёв в балете «Капризы бабочки», 1919 г.

- 1918 — «Испытание Дамиса» А. К. Глазунова — Маринетта
- 1919 — «Грациелла» Ц. Пуни — Грациелла
- 1919 — «Привал кавалерии» И. Армсгеймера — Тереза
- 1919 — «Роман бутона розы» Р. Дриго — Настурция
- 1919 — «Синяя борода» П. П. Шенка — Подруга Изоры
- 1920 — «Петрушка» И. Ф. Стравинского — Балерина
- 1921 — «Жар-птица» И. Ф. Стравинского, хореография Ф. В. Лопухова — Жар-птица
- 1921 — «Баядерка» Л. Минкуса — Ману (1921), Никия (1924)
- 1921 — «Жизель» А. Адана — Жизель
- 1922 — «Фиаметта» Л. Минкуса и Л. Делиба — Фиаметта (2-й акт)
- 1924 — «Времена года» А. К. Глазунова — Колос ржи
- 1925 — «Царь Кандавл» Ц. Пуни — Клития
- 1929 — «Красный мак» Р. М. Глиэра, хореография Ф. В. Лопухова, В. И. Пономарёва, Л. С. Леонтьева — Тао Хоа (первая исполнительница)
- 1930 — «Золотой век» Д. Д. Шостаковича — Дива
- 1934 — «Бахчисарайский фонтан» Б. В. Асафьева — Мария
- 1936 — «Партизанские дни» Б. В. Асафьева — Дама в белом

Концертные номера
- 1912 
* «Вальс» Ф. Шопена
* «Вальс-каприс» А. Рубинштейна, постановка К. Куличевской
* «Вальс-антик», постановка И. Кшесинского (С. М. Кирхгейм)
- 1914 
* «Умирающий Лебедь» К. Сен-Санса, постановка М. Фокина
* «Матлот» (матросский танец)
- 1915
* «Вальс» А. Венявского, постановка Ф. Лопухова
 * «Полька» С. Рахманинова, постановка П. Петрова
- 1918
* «Экстаз» Л. Гана
* «Пастораль» И. Штрауса
* Пантомима «Два Пьеро и Коломбина» (Коломбина)
* Хореографическая картинка И. Штрауса постановка Л. Леонтьева
- 1919
* «Баркарола» («Сказки Гофмана» Ж. Оффенбаха), постановка Ф. Лопухова
* «Полька» («Тильтиль и Митиль» И. Саца), постановка Ф. Лопухова
- 1921 — «Сувенир» («Воспоминание») Ф. Дрдля, постановка Ф. Лопухова
- 1922 — 1944 
 * «Адажио» Р. Дриго, постановка Ф. Лопухова
 * «Пьеретта и Арлекин» Р. Дриго (Пьеретта)
* «Этюд» Ш. Берио, постановка Ф. Лопухова
* «Поэма» З. Фибиха, постановка Ф. Лопухова
* «Вальс» Э. Либлинга, постановка А. Чекрыгина 
* «Мелодия» К. Глюка, постановка В. Чабукиани 
* «Вакханалия» А. Глазунова, постановка А. Монахова
* «Каприз» Ф. Крейслера

Роли в кино
- 1915 — «История одной девушки» (режиссёр Б. Глаголин, сценарий А. Андреева) — Девушка (главная роль)

## Звания
- 1925 — Заслуженная артистка РСФСР[1][2]
- 1960 — Заслуженный деятель искусств РСФСР[1]
- 1939 — Орден Трудового Красного Знамени[12]